# Ганчев, Владимир
Владимир Ганчев (болг. Владимир Ганчев; 1931 — 23 мая 2011) — болгарский баскетболист и баскетбольный судья. Серебряный призёр чемпионата Европы 1957 года (сыграл 8 матчей, набрал 32 очка), бронзовый призёр чемпионата Европы 1961 года, участник чемпионата Европы 1955 года (4-е место) и первого в истории болгарского баскетбола чемпионата мира 1959 года (7-е место).
Всю карьеру играл за ныне не существующий софийский «Локомотив» (чемпион Болгарии 1955 и 1961, серебряный призёр 1957, 1959 и 1960, бронзовый призёр 1958, обладатель Кубка Болгарии 1956). Судья международной категории по баскетболу, обслуживал матчи европейских клубов и сборных.
Скончался 23 мая 2011 года после продолжительной болезни.